# 四方台镇 (沈阳市)
四方台镇，是中华人民共和国辽宁省沈阳市辽中区下辖的一个乡镇级行政单位，由铁西区代管。

## 行政区划
四方台镇下辖以下地区：
四方台社区、胜利社区、西余村、土耳坨村、八音台村、太平庄村、平安堡村和徐王家村。